# Csöde
Csöde è un comune dell'Ungheria di 90 abitanti (dati 2001). È situato nella contea di Zala.